# Tele Tell
TeleTell était une station de télévision régionale Suisse. La station desservait la Suisse centrale. Elle était associée avec Tele M1, qui est la station de l‘espace Mittelland. Les deux stations font partie de la „AZ Medien Gruppe“, le groupe média de la „Argauer Zeitung“ (gazette d’Argovie). Le directeur d’affaires s‘appelle Bruno Hollenweger. Le rédacteur chef était Ernst Meier. Spectateurs de Tele Tell par jour : 160 000 (Selon „Telecontrol“, semaines 1 à 3 du janvier 2007).

## Histoire
- 31 mars 1992 : Fondation de la RegioText AG (siège à Rotkreuz).
- 4 juin 1992 : „Bildschirm-Zeitung“ (Gazette à l’écran téle) et service Teletext sous le nom "RegioText". Captable à Lucerne, Zoug, Baar et Lindenberg (de) (par réseau de câble).
- Mars 1994 : Le nom changeait : "RegioText" devient "TeleTell". Premiers spots film.
- Octobre 1994 : Premieres émissions film. Captable dans nouveaux Cantons.
- Janvier 1998 : Fondation d’une sociète qui unit TeleTell et Tele M1 sous le nom „TMT Productions AG“. Expansion importante du programme.
- 2007 Remodelage du design et du logo de l‘entreprise.
- Le 31 octobre 2008, Tele Tell se voit privée de concession par le Conseil Fédéral au profit d'une nouvelle chaîne, Tele 1.
- Le 1er février 2010, Tele Tell cesse d'émettre et laisse place à Tele 1, chaîne avec laquelle un accord à l'amiable a été trouvé.

## Émissions
- Aktuell, avec Sara Bachmann, Viviane Koller, Christine Zehnder, Maureen Bailo, Ellen Brandsma
- Automobil Revue TV
- CashTV
- Futura.TV
- Gesundheit
- Globe TV
- Immobilien Tipp
- Kochen, avec Annemarie Wildeisen
- Lifestyle
- Mediashop
- Murmi
- Publireportage
- Regiotalk
- Sara macht's, avec Sara Bachmann
- Sport
- Swissdate
- Report / Doku
- Tierisch
- Weekend
- Wetter
- Wohnen

## Bassin de réception
Tele Tell était captable par réseau de câble dans tous les cantons de Suisse, à Lucerne, Zoug, Schwyz, Obwald, Nidwald, Uri, ainsi que dans les Freie Ämter (canton d'Argovie) et le Säuliamt (canton de Zurich) limitrophes.
Tele M1, qui collaborait avec TeleTell, est captable dans les agglomérations d'Aarau, de Baden, de Brugg, de Lenzburg, d'Olten, de Zofingue et d'Oensingen, ainsi que dans les districts zurichois de Dietikon et Dielsdorf et dans le district de Sursee.
TeleTell était également diffusée en streaming sur sa page web.

## Liens
- Teletell